# 棕蚶
棕蚶（学名：Barbatia fusca）
是魁蛤目魁蛤科鬍魁蛤属的一种。常栖息在潮间带至潮下带。
WoRMS認為本物種是紅杏鬍魁蛤的同種異名。

## 分佈
本物種在東南亞主要分布于新加坡、马来西亚、中国大陆，在印度洋分佈於英屬印度洋領地的查戈斯群島、紅海水域及坦桑尼亞的海岸。